# 杨方 (晋朝)
杨方（?—?），字公回。东晋会稽郡（今浙江省绍兴市）人。
杨方年轻好学，有异才。开始为小吏。被内史诸葛恢所赏识，待以门人之礼，推荐为郡功曹主簿。名儒虞喜、虞预兄弟也喜爱他，为他推广声誉。郡守贺循在京师称道，司徒王导辟为掾，转任东安郡太守。官至司徒参军事。京师搢绅之士都厚待他。想要闲居著述，求补远郡，于是出任高梁郡太守。在郡多年，著有《五经钩沉》、《吴越春秋削繁》，后来全都散佚。年老辞官归乡里。在家中去世。